# Élections législatives éthiopiennes de 2005

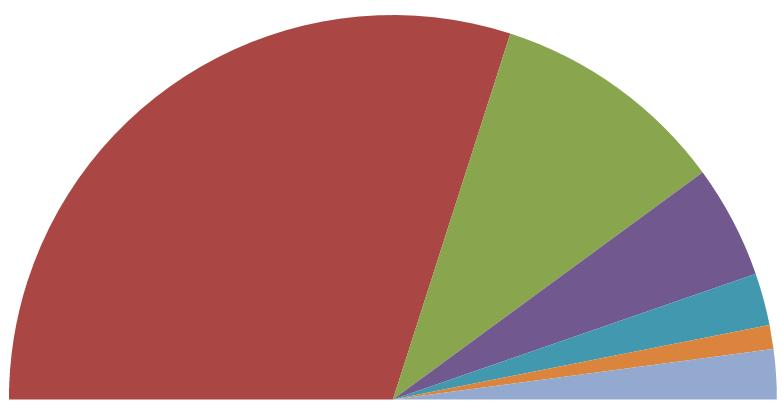
Composition du parlement éthiopien après les élections de 2005.

L'Éthiopie a organisé des élections générales le 15 mai 2005 pour renouveler les membres de la  Chambre des représentants des peuples ainsi que des conseils régionaux. Sous la pression de la communauté internationale, le Premier ministre Meles Zenawi a promis que cette élection serait la preuve que la démocratie était une réalité dans cette nation multiethnique. Des observateurs internationaux de l'Union européenne et des USA étaient présents pour observer le déroulement des élections qui ont réussi à attirer environ 90 % des électeurs inscrits.

## Résultats
| Coalitions et partis | %           | Sièges |
| --- | ----------- | ------ |
| Front démocratique révolutionnaire du peuple éthiopien - Front de libération du peuple du Tigray - Organisation démocratique des peuples Oromo - Mouvement national démocratique Amhara - Mouvement démocratique des peuples du sud de l'Éthiopie   | 59,8 %      | 327    |
| Coalition pour l'unité et la démocratie - Ligue démocratique éthiopienne - Parti d'union démocratique éthiopienne-Medhin - Parti arc-en-ciel - Parti de l'Unité Pan-Éthiopienne                                                                     | 19,9 %      | 109    |
| Forces démocratiques éthiopiennes unies - Congrès national Oromo - Parti fédéral social démocratique éthiopien - Coalition démocratique des peuples du sud-éthiopien - Organisation du peuple tout Amhara - Parti éthiopien de l'unité démocratique | 9,5 %       | 52     |
| Parti démocratique du peuple Somali | 4,3 %       | 24     |
| Mouvement démocratique fédéraliste Oromo | 2,0 %       | 11     |
| Front unité démocratique du peuple de Benishangul-Gumuz | 1,4 %       | 8      |
| Parti démocratique national Afar | 1,4 %       | 8      |
| Mouvement démocratique populaire Gambela | négligeable | 3      |
| Organisation démocratique unie des peuples Sheko et Mezenger | négligeable | 1      |
| Ligue nationale Hahari | négligeable | 1      |
| Organisation démocratique nationale Argoba | négligeable | 1      |
| Indépendants | négligeable | 1      |
| Total | 100 %       | 546    |